# Szkeptikus Szervezetek Európai Tanácsa
A Szkeptikus Szervezetek Európai Tanácsa (European Council of Skeptical Organisations - ECSO) egy nemzetközi ernyőszervezet, amely európai országok szkeptikus civil szervezeteit fogja össze, együttműködéseket koordinál és nemzetközi rendezvényeket szervez a szkeptikus közösség számára.

## Története
A szervezetet 1994. szeptember 25-én hozták létre, a belgiumi Oostende városában tartott Európai Szkeptikus Szervezetek VI. Évenkénti Kongresszusán. Az Alapító okiratot az alábbi személyek írták alá:
- Amardeo Sarma (GWUP)
- Michael Howgate (UK Skeptics)
- Miguel Angel Sabadell (ARP)
- Paul Kurtz (CSICOP)
- Tim Trachet (SKEPP)
- Arlette Fougnies (Comité Para)
- Cornelis de Jager (Stichting Skepsis)

## Céljai
Az ECSO célja azon európai civil szervezeteknek és magánszemélyeknek a koordinálása, amelyek az áltudományos állítások kritikus vizsgálatát, paranormális jelenségek megfigyelését, leírását, és az ezen vizsgálatokból születő eredmények nagyközönség előtti bemutatását tűzték ki célul.
Az Alapító Okiratban megjelölt célok a következők:
1) Megóvni a nagyközönséget az olyan állítások és terápiák elterjedésétől, amelyeket nem vetettek alá kritikus vizsgálatoknak és ennélfogva széles körben jelenthetnek potenciális veszélyt

2) Vizsgálni a fent említett különös, a jelenlegi tudományos ismereteink határán lévő, vagy azoknak ellentmondó állításokat, kontrollált teszt-körülmények között. Különösen érvényes ez azokra az állításokra, amelyeket gyakran "paranormális" jelenségekként emlegetnek, valamint azokra, amik az áltudományok tárgykörébe tartoznak. Ugyanakkor a szervezetnek nem célja semmilyen állítást, magyarázatot vagy elméletet elvetni anélkül, hogy objektív vizsgálatnak vetnék alá.

3) Hirdetni annak szükségességét, hogy a tudomány és a gyógyítás területén a gyakorlatra épülő eljárások kapjanak teret.

## Működése
Az ECSO tevékenységi körébe tartozik az alapítást követő európai szkeptikus kongresszusok sorának megszervezése, valamint kétévente saját rendezvény megtartása.

## Szervezeti felépítése

### Vezetőségi tagok
Cornelis de Jager holland csillagász, a Stichting Skepsis nevű holland szkeptikus szervezet egykori vezetője volt az ECSO első elnöke, majd őt 2001-ben Amardeo Sarma, a német GWUP vezetője váltotta. A 2013 augusztusában Stockholmban, a XV. Európai Szkeptikus Kongresszuson lezajlott tisztújításkor Hraskó Gábort, a magyar Szkeptikus Társaság elnökét választották meg a szervezet élére, amit 2017-ig látott el. 
A 2017-2019 -es időszakra megválasztott elnökség tagjai
- Claire Klingenberg (Sisyfos) – elnök
- Tim Trachet (SKEPP) – alelnök
- Amardeo Sarma (GWUP) –  pénztáros
- Paola De Gobbi (CICAP)
- Pontus Böckman (VoF)
- Catherine de Jong (VtdK)
- Leon Korteweg (DVG)
- Michael Heap (ASKE)
- Pintér Gábor András (Szkeptikus Társaság alelnöke)

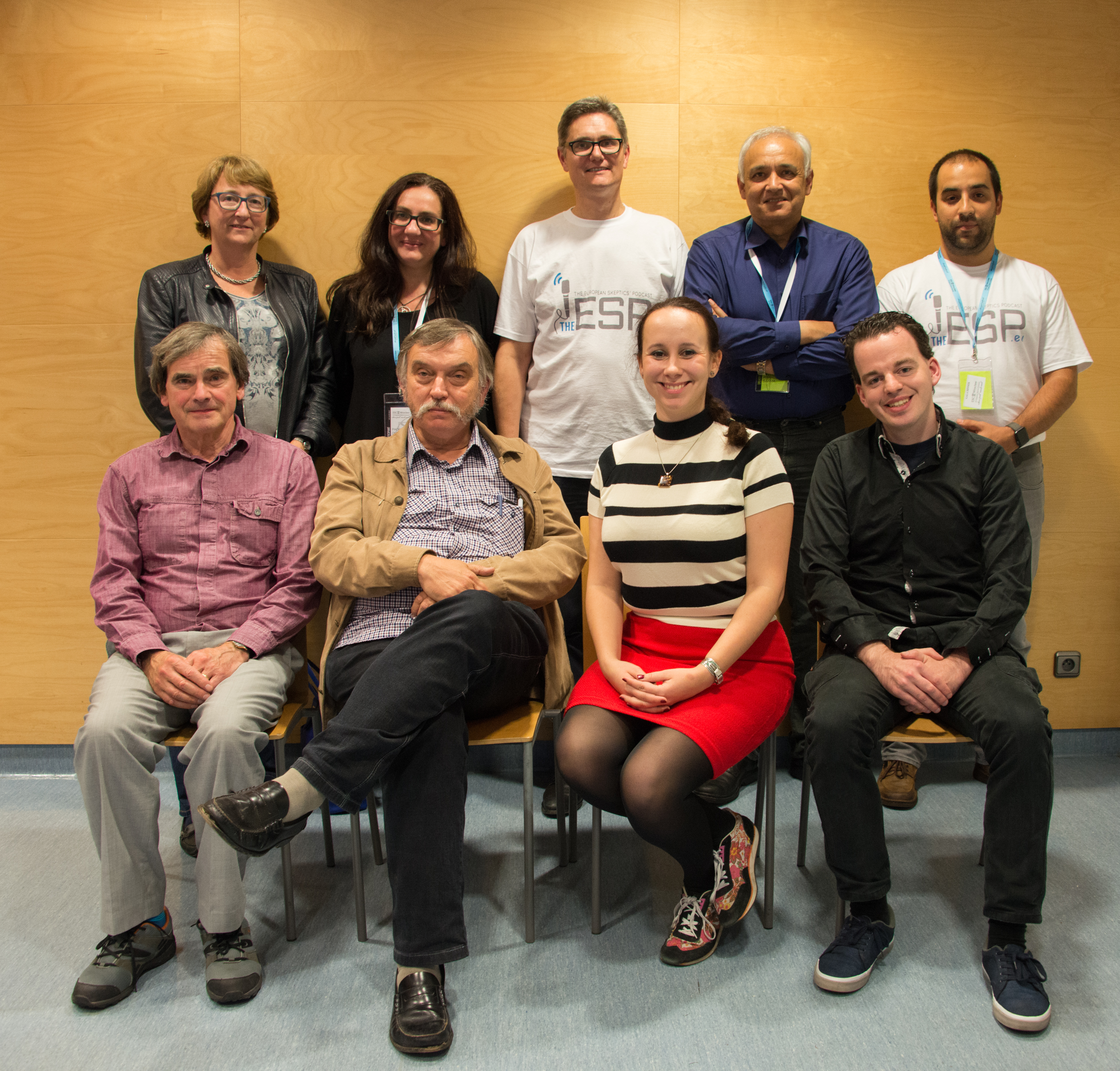
Az elnökség tagjai Wrocław-ban az ESCO 2017-es kongresszusán
A hátsó sorban: de Jong, De Gobbi, Böckman, Sarma, Pintér.
Az első sorban: Heap, Trachet, Klingenberg, Korteweg.

### Tagszervezetek
Az ECSO az alábbi szkeptikus csoportokat fogja össze:
| Szervezet neve                                                                              | Rövidített név | Név magyarul                                                                            | Alapítás éve | Működési terület | Megjegyzések                                                                                            |
| ------------------------------------------------------------------------------------------- | -------------- | --------------------------------------------------------------------------------------- | ------------ | ---------------- | --- |
| Alternativa Racional a las Pseudociencias - Sociedad para el Avance del Pensamiento Crítico | ARP-SAPC       | Az Áltudományok Racionális Alternatívája - Társaság a Kritikai Gondolkodás Fejlődéséért | 1986         | ESP              | Alapító tag.                                                                                            |
| Association for Skeptical Enquiry                                                           | ASKE           | Szkeptikus Vizsgálatokért Szövetség                                                     | 1997         | UK               | |
| Association française pour l’information scientifique                                       | AFIS           | Francia Szövetség a Tudományos Információkért                                           | 2000         | FRA              | 2001 óta tag.                                                                                           |
| Comitato Italiano per il Controllo delle Affermazioni sulle Pseudoscienze                   | CICAP          | Olasz Bizottság az Áltudományos Állítások Vizsgálatáért                                 | 1989         | ITA              | |
| Comité Belge pour l'Analyse Critique des Parasciences                                       | Comité Para    | Belga Bizottság a Paratudományok Kritikus Vizsgálatáért                                 | 1949         | BEL              | Vallónia és Brüsszel környékén működik, alapító tag.                                                    |
| Círculo Escéptico                                                                           | CE             | Szkeptikus Kör                                                                          | 2006         | ESP              | |
| Föreningen Vetenskap och Folkbildning                                                       | VoF            | Tudomány és Népi Felvilágosodás                                                         | 1982         | SWE              | |
| Gesellschaft zur wissenschaftlichen Untersuchung von Parawissenschaften                     | GWUP           | Társaság a Paratudományok Tudományos Vizsgálatáért                                      | 1987         | GER              | Alapító tag.                                                                                            |
| Irish Skeptics Society                                                                      | ISS            | Ír Szkeptikusok Társasága                                                               | 2002         | IRL              | |
| Observatoire Zététique                                                                      | OZ             | Szkeptikus Obszervatórium                                                               | 2003         | FRA              | |
| Skepsis ry                                                                                  | Skepsis        | Szkeptikusok Finn Szövetsége                                                            | 1987         | FIN              | |
| Skeptiker Schweiz – Verein für kritisches Denken                                            | Skeptiker      | Svájci Szkeptikusok - Szövetség a Kritikai Gondolkodásért                               | 2012         | CHE              | |
| Stichting Skepsis                                                                           | Skepsis        | Szkepszis Alapítvány                                                                    | 1987         | NLD              | Alapító tag.                                                                                            |
| Studiekring voor de Kritische Evaluatie van Pseudowetenschap en het Paranormale             | SKEPP          | Az Áltudomány és a Paranormális Kritikai Vizsgálata Szakkör                             | 1990         | BEL              | Flandria és Brüsszel területén működik. A gyakorlatban csak a rövidített nevet használják. Alapító tag. |
| Szkeptikus Társaság                                                                         | SzT            | Szkeptikus Társaság                                                                     | 2006         | HUN              | |
| Vereniging tegen de Kwakzalverij                                                            | VtdK           | Kuruzslásellenes Szövetség                                                              | 1881         | NLD              | Hivatalos tagság nélkül, de szoros együttműködésben.                                                    |
| Český klub skeptiků Sisyfos                                                                 | Sisyfos        | Sziszüphosz Cseh Szkeptikus Klub                                                        | 1995         | CZE              | |

Továbbá külső tagként jelen van a Szkeptikus Vizsgálatok Bizottsága (CSI - Committee for Skeptical Inquiry, korábban CSICOP néven), amelynek alapítója és hosszú ideig elnöke volt Paul Kurtz, aki az ECSO alapításában is aktívan részt vett (a Skeptical Inquirer magazinnak ugyanis számos előfizetője volt Európában), valamint az Izraeli Szkeptikusok Társasága is.

## Európai Szkeptikus Kongresszus

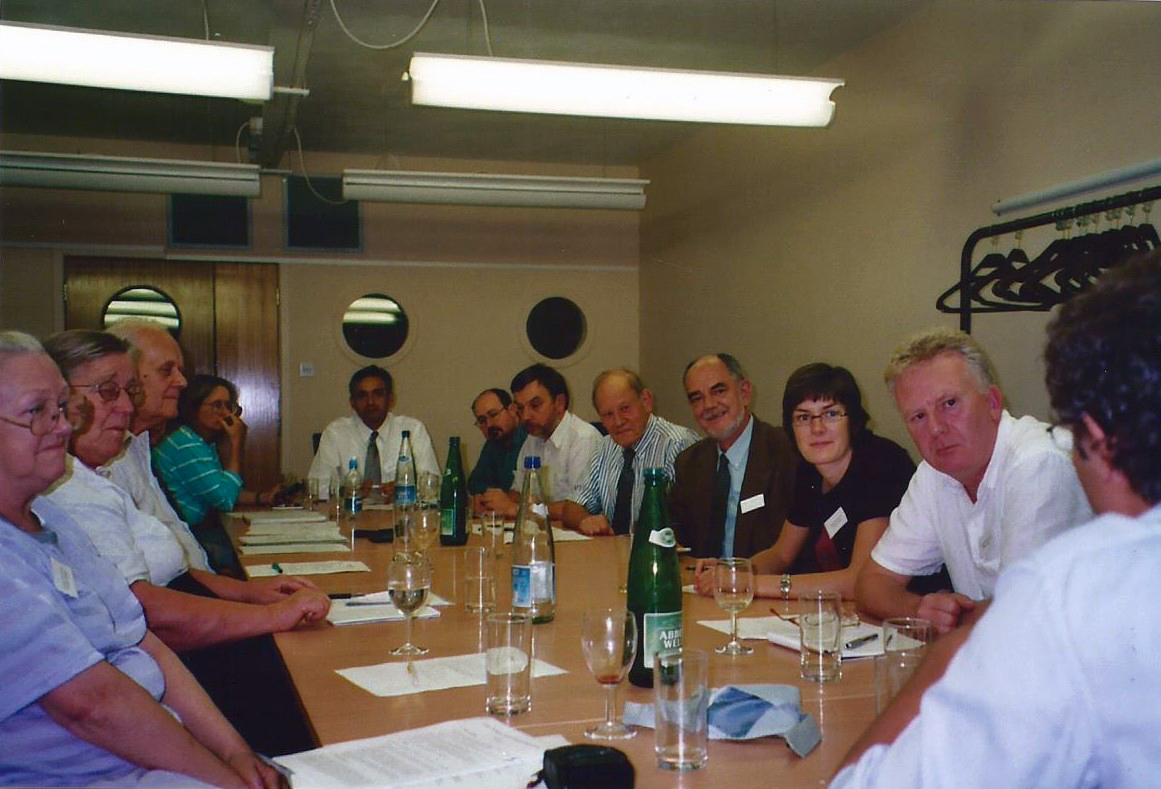
ECSO vezetőségi tagok és CSICOP tagok ülése a XI. Európai Szkeptikus Kongresszuson Londonban

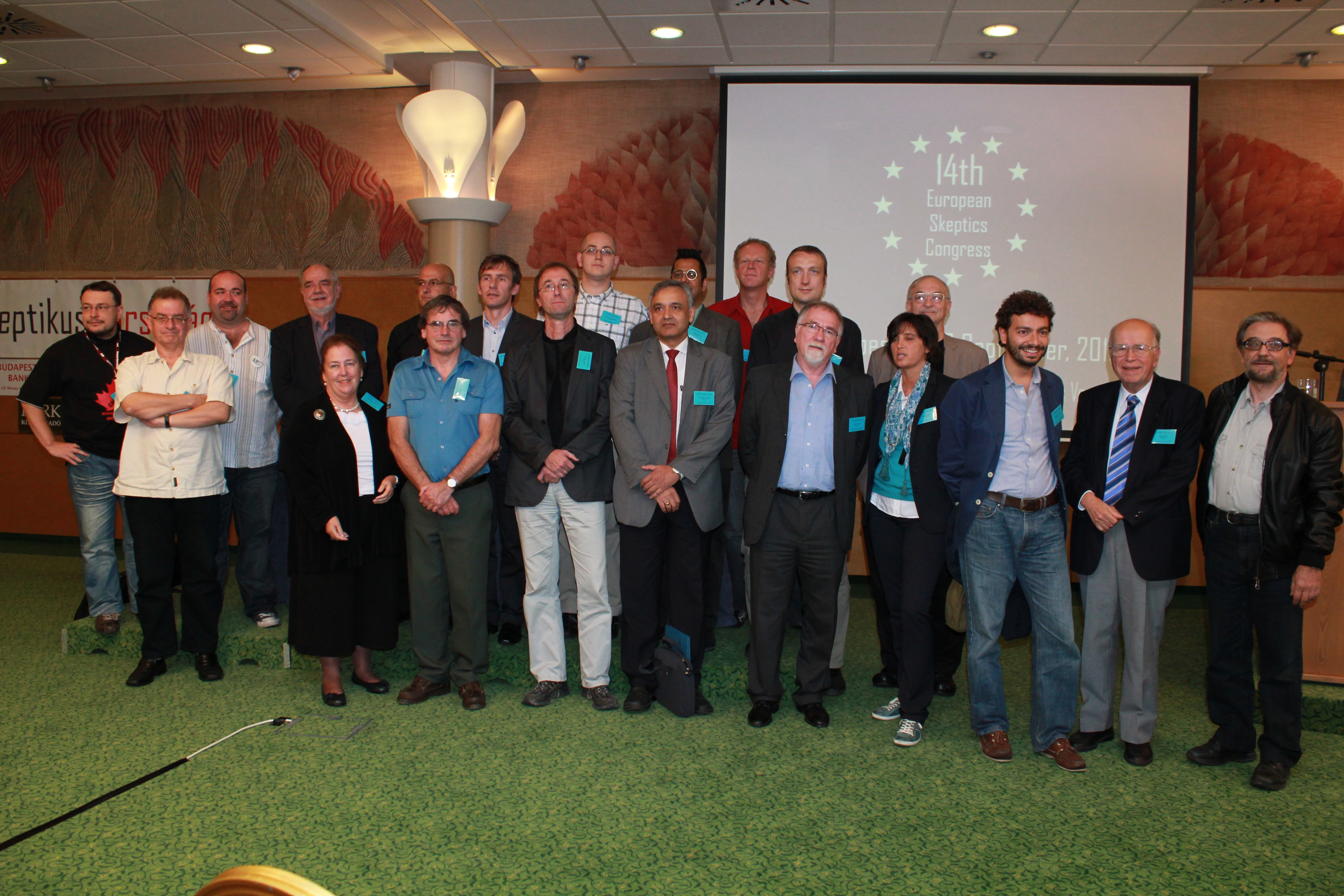
A 14. Európai Szkeptikus Kongresszus előadói Budapesten

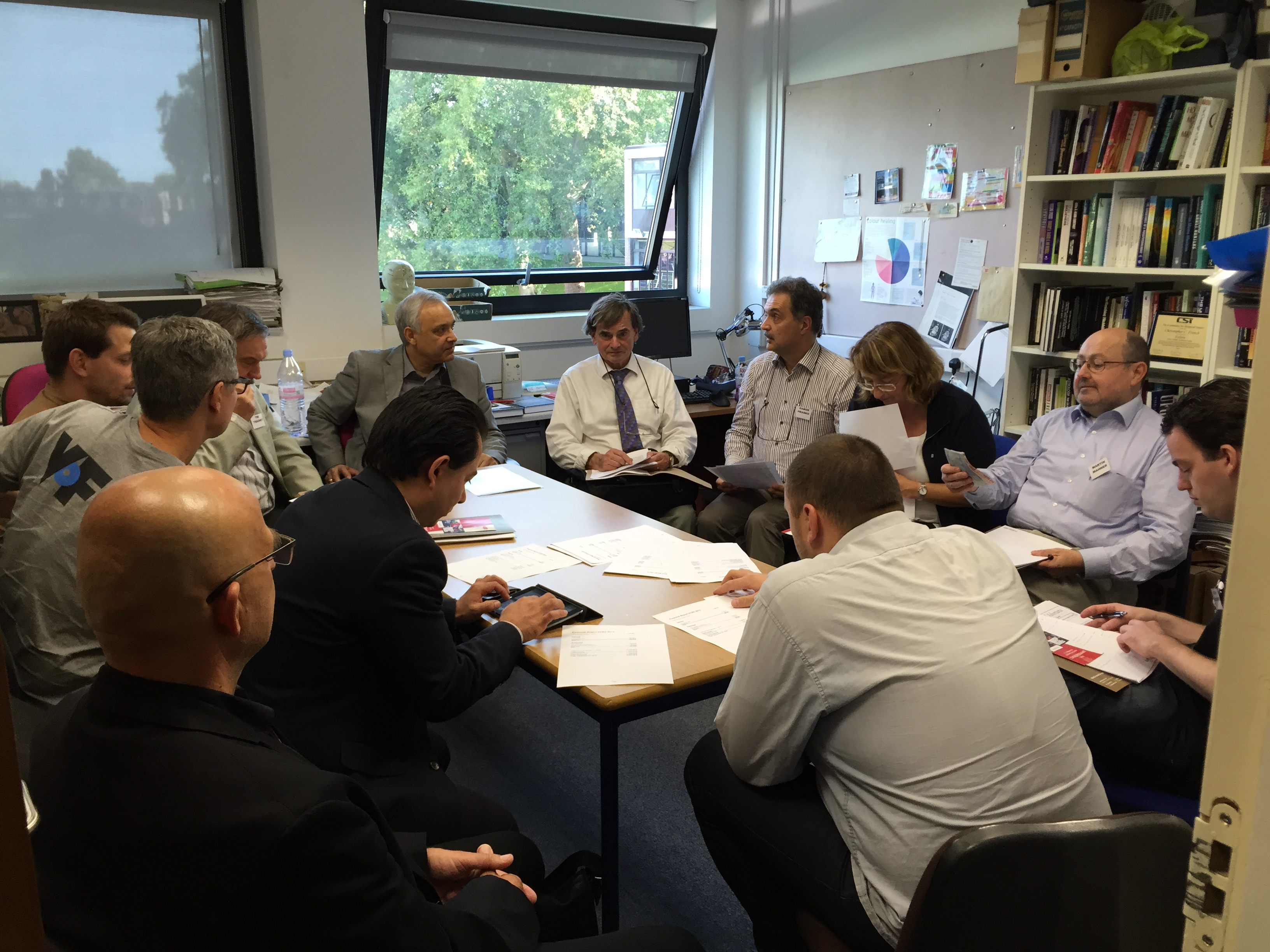
Az ECSO tagszervezeteinek képviseletében összegyűltek ülése a 2015-ös 16. Európai Szkeptikus Kongresszuson Londonban

Az Európai Szkeptikus Kongresszusok (ESC), amelyeken számos európai országból vesznek részt szkeptikus szervezetek képviselői, 1989 óta kerülnek megrendezésre. A konferenciákat leggyakrabban szeptember hónapra szervezik és 2-től 4 napig terjedő hosszúságúak a rendezvények. 

Az ECSO alapítása a 6. ESC-n történt 1994. szeptember 25-én, Belgiumban. Azóta az ECSO koordinálja az átlagosan kétévente megrendezett kongresszusok szervezését, melyekhez a helyszínt minden alkalommal más tagszervezet adja, akik a helyi szervezési és lebonyolítási feladatokat is végzik. A konferenciák nyitottak az ECSO tagsággal nem rendelkező szkeptikus szervezetk számára is. 

Az eddig eseményeket sorrendben az alábbi táblázat foglalja össze.

Az Európai Szkeptikus Kongresszusok időrendi sorrendje:
| Esemény                              | Dátum                   | Város         | Ország | Megjegyzések                         |
| ------------------------------------ | ----------------------- | ------------- | ------ | ------------------------------------ |
| I. Európai Szkeptikus Kongresszus    | 1989. május 5-7.        | Bad Tölz      | FRG    |                                      |
| II. Európai Szkeptikus Kongresszus   | 1990. augusztus 10–11.  | Brüsszel      | BEL    |                                      |
| III. Európai Szkeptikus Kongresszus  | 1991. október 4–5.      | Amszterdam    | NLD    |                                      |
| IV. Európai Szkeptikus Kongresszus   | 1992. július 17–19.     | Saint-Vincent | ITA    |                                      |
| V. Európai Szkeptikus Kongresszus    | 1993. augusztus 29–31.  | Keele         | UK     |                                      |
| VI. Európai Szkeptikus Kongresszus   | 1994. szeptember 23–25. | Oostende      | BEL    | Az ECSO alapítása.                   |
| VII. Európai Szkeptikus Kongresszus  | 1995. május 4–7.        | Rosdorf       | GER    |                                      |
| VIII. Európai Szkeptikus Kongresszus | 1997. szeptember 4–7.   | A Coruña      | ESP    |                                      |
| IX. Európai Szkeptikus Kongresszus   | 1999. szeptember 17–19. | Maastricht    | NLD    |                                      |
| X. Európai Szkeptikus Kongresszus    | 2001. szeptember 7-9.   | Prága         | CZE    |                                      |
| XI. Európai Szkeptikus Kongresszus   | 2003. szeptember 5-7.   | London        | UK     |                                      |
| XII. Európai Szkeptikus Kongresszus  | 2005. október 13-15     | Brüsszel      | BEL    |                                      |
| XIII. Európai Szkeptikus Kongresszus | 2007. szeptember 7-9.   | Dublin        | IRL    |                                      |
| XIV. Európai Szkeptikus Kongresszus  | 2010. szeptember 17–19. | Budapest      | HUN    | A Szkeptikus Társaság szervezésében. |
| XV. Európai Szkeptikus Kongresszus   | 2013. augusztus 22-25.  | Stockholm     | SWE    |                                      |
| XVI. Európai Szkeptikus Kongresszus  | 2015. szeptember 10–13. | London        | UK     |                                      |
| XVII. Európai Szkeptikus Kongresszus | 2017. szeptember 22–24. | Wrocław       | POL    | [ 18 ]                               |

## Díjak
A VI. Szkeptikus Világkongresszus alatt (Berlin, 2012. május 18–20.), az ECSO, a GWUP és a CSI közös programjaként meghirdették és kiosztották az első "Kimagasló Szkeptikus"-díjat Wim Betz-nek (SKEPP) és Luigi Garlaschelli-nek (CICAP), "odaadó és kimagasló munkájuk elismeréseként a tudomány népszerűsítésében és a különleges állítások vizsgálatában".
Ezzel párhuzamosan a CSI "A józan ész dicsérete"-díjjal illette Simon Singh-et és Edzard Ernst-öt, "elismeréseként annak a kiváló munkának, amit a kritikus vizsgálódások, a tudományos bizonyítékok és a józan gondolkodás használatával végeznek a megismert állítások értékelésében."

## Fordítás
- Ez a szócikk részben vagy egészben  az   European Council of Skeptical Organisations című angol Wikipédia-szócikk fordításán alapul.  Az eredeti cikk szerkesztőit annak laptörténete sorolja fel. Ez a jelzés csupán a megfogalmazás eredetét és a szerzői jogokat jelzi, nem szolgál a cikkben szereplő információk forrásmegjelöléseként.